# Дламини, Сотша
Сотша Эрнест Дламини (англ. Sotsha Ernest Dlamini; 27 мая 1940, Манакаяне, протекторат Свазиленд — 7 февраля 2017 год, Нхлэмбени, Свазиленд) — свазилендский полицейский и государственный деятель, премьер-министр Свазиленда (1986—1989).

## Биография
Являлся потомком Фокотси, который был одним из сыновей короля Собузы I.
До 1984 года работал в криминальной полиции Свазиленда. Был одним из четырех старших офицеров полиции, уволенных якобы в общественных интересах Ликоко (Высший королевский совет). Непосредственно перед вступлением в должность занимал пост начальника службы безопасности на сахарной плантации.
В 1986—1989 годах — премьер-министр Свазиленда. Был назначен на этот пост по личной просьбе короля Мсвати III, который вступил на престол в том же году и который хотел видеть реформатора вне королевской семьи. Помимо экономических реформ, он разделял королевский курс, связанный с критикой режима апартеида Южной Африки и тайно поддерживавший Африканский национальный конгресс (АНК). 
Во время его пребывания в должности за критику короля на 60 дней были задержаны два журналиста. Впоследствии утверждал, что никогда не любил политику и что политика разрушила его жизнь. После увольнения с поста премьер-министра в июле 1989 года, несмотря на отповедь со стороны короля Мсвати III о его бездарности при исполнении служебных обязанностей, исполнил танец гийя у королевского скотного двора в Лудзидзини.
После выхода в отставку являлся главой службы безопасности Swaziland Milling в Манзини.
В конце 1990-х годов непродолжительное время занимал пост Комиссии национального доверия (National Trust Commission).
На пенсии занимался фермерством. 